# 50 Волопаса
50 Волопаса (лат. 50 Boötis, HD 136849) — одиночная звезда в созвездии Волопаса на расстоянии приблизительно 166 световых лет (около 84,3 парсека) от Солнца. Видимая звёздная величина звезды — +5,372m. Возраст звезды определён как около 184 млн лет.

## Характеристики
50 Волопаса — жёлто-белая звезда спектрального класса B9Vn, или B9. Масса — около 2,79 солнечных, радиус — около 2,32 солнечных, светимость — около 59,02 солнечных. Эффективная температура — около 12140 K.

## Планетная система
В 2019 году учёными, анализирующими данные проектов HIPPARCOS и Gaia, у звезды обнаружена планета.